# Carthage en flammes
Cet article concerne le roman. Pour le film qui en est adapté, voir Carthage en flammes (film).
Carthage en flammes est un roman historique italien d'Emilio Salgari, publié en 1908. Il se déroule durant l’antiquité, à la fin de la troisième guerre punique, au moment de la destruction de Carthage. Roman à succès, il connaît six rééditions.

## Récit
Le récit se déroule dans la cité de Carthage, avant la destruction de la ville, pendant la dernière guerre punique. Hiram, un guerrier carthaginois, est condamné à l’exil par Hermon, père adoptif d’Ophir, aimée d'Hiram. Il rentre cependant clandestinement à Carthage. Il tente de sauver Fulvia, une jeune romaine, qui lui avait sauvé la vie dans le passé. Ce faisant, il provoque la colère de Phegor, un traître qui était tombé amoureux d’elle. Bien que Fulvia soit éprise du protagoniste, elle se donne à Phegor pour aider Ophir à s’échapper. Hiram, bien qu’il soit banni de la ville, est le seul à essayer de sauver Carthage.

## Adaptations au cinéma
- Cabiria de Giovanni Pastrone, 1914
- Carthage en flammes de Carmine Gallone, 1959